# サン・アンドレス大学

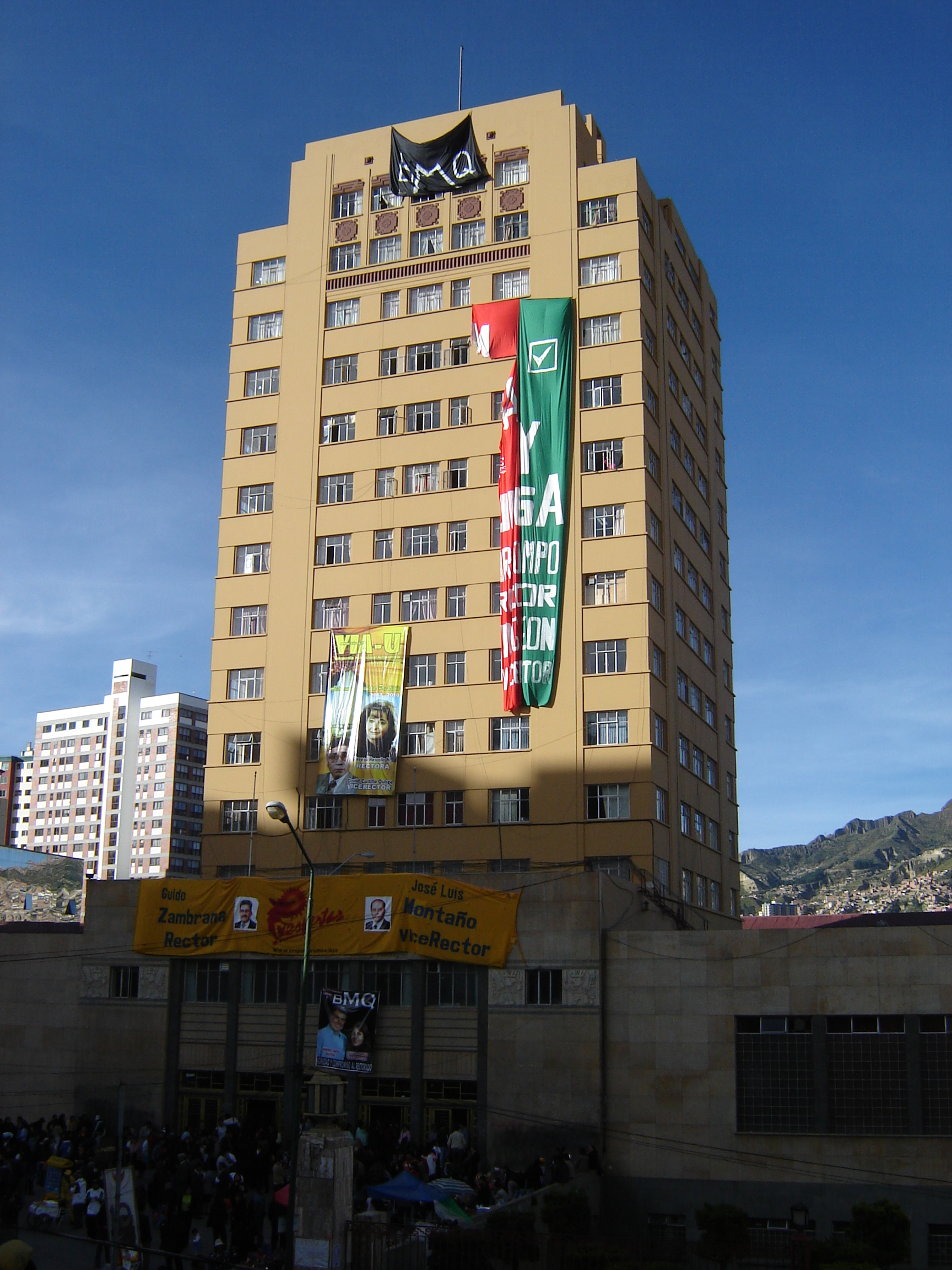
サンアンドレス大学本部（モノブロック）

サン･アンドレス大学 (Universidad Mayor de San Andrés)は、ボリビアの大学。略称はUMSA（ウムサ）。事実上の首都ラパス市にあり、同国を代表する最高学府とされる。創立からラパス市の商業、政治および社会生活に重要な影響を与えている。
1830年10月25日、国の最高法令によって創立された。本部は市内中心やや南寄りのビジャソン通り (calle Villazón)にある。茶色の真四角な高層ビルで、モノブロック (monoblock)と俗称されている。本部のある敷地に数学科や情報学科などがある他、市内の数カ所に工学部、経済学部などが点在する。また、チャカルタヤに宇宙線研究施設を持つ。

## 学部
サン・アンドレス大学は以下の学部を有している。
- 建築・工芸・都市開発学部 (Arquitectura, Artes, Diseño y Urbanismo)
- 社会科学部 (Ciencias Sociales)
- 経済・金融学部 (Ciencias Económicas y Financieras)
- 人文・教育学部 (Humanidades y Ciencias de la Educación)
- 薬・生化学部 (Ciencias Farmacéuticas y Bioquímicas)
- 医学部 (Medicina)
- 化学部 (Ingeniería Química)
- 工学部 (Técnica)
- 自然科学部 (Ciencias Puras y Naturales)
  - 付属プラネタリウム マックス・シュレイヤー (Max Schreier)
  - 付属パタカマヤ(Patacamaya)宇宙観測施設
- 歯学部 (Odontología)
- 農学部 (Agronomía)
- 地質学部 (Ciencias Geológicas)
- 法・政治学部 (Derecho y Ciencias Políticas)

## 協定校
- 埼玉大学理学部